# Болотный астрильд
Боло́тный астрильд (лат. Estrilda paludicola) — птица семейства вьюрковых ткачиков отряда воробьинообразных.

## Внешний вид
Длина тела около 10 см. Существует шесть географических форм, отличающиеся расцветкой отдельных частей оперения. У птиц основной, номинативной, формы голова целиком серая, затылок, шея, спина и крылья коричневые. Надхвостье и верхние кроющие хвоста красные, рулевые чёрно-коричневые. Горло белое, остальная часть тела жёлтая, брюшко с розовым оттенком. Нижние кроющие хвоста белые. Радужка коричневая, клюв кораллово-красный, ноги светло-коричневые.
У птиц второй (нигерийской) формы нижняя часть тела коричнево-жёлтая, брюшко коричневое, нижние кроющие хвоста охристого цвета; радужка цвета молочной пенки (светло-бежевая). Птицы третьей формы отличаются желтовато-серо-коричневым цветом спины и более тёмным красным цветом верхних кроющих хвоста. Позади заметна небольшая коричневая полоска. У птиц четвёртой формы верх головы такой же коричневый, как спина. Подхвостье и нижняя часть боков интенсивного розового цвета. У птиц пятой формы верхняя часть корпуса светло-красно-коричневая, нижняя — светло-серая. У птиц шестой, самой малочисленной, формы в оперении отсутствует желтизна, в нижней части тела много белого цвета, верх головы — серый.

## Распространение
Птицы номинативной формы обитают от Анголы до северных районов Замбии; нигерийской — в низовьях реки Нигер и на юге Нигерии; третьей — в Эфиопии и в восточных районах Судана; четвёртой — на юго-западе Уганды от озера Эдуард до Киву, в Руанде, Бурунди и на северо-западе Танзании; пятой — во внутренних районах Танзании; шестой — населяют районы среднего течения Конго.

## Образ жизни
Населяют заросли высокой травы и тростника по берегам рек и стоячих водоёмов, встречаются также на окраинах галерейных лесов, иногда в ветвях деревьев вблизи жилища человека. Птицы третьей формы живут в горной местности на высоте до 2000 м над ур. моря. В период гнездования держатся парами, в остальное время собираются в небольшие стайки до трёх десятков особей или летают в стайках вместе с другими видами астрильдовых. Питаются в основном мелкими семенами трав и диких злаков, которые выклёвывают из соцветий или подбирают на земле.

## Размножение
Гнёзда строят в густой и высокой траве прямо на земле или в непосредственной близости от земли. Они шарообразные из тонких веточек с короткой влётной трубкой. Насиживание длится 12 дней.

## Содержание
Впервые в Европу (в Бельгию) болотные астрильды попали в 1957 году. В СССР они впервые появились в 1979 году в Одессе.

## Подвиды
Выделяют шесть подвидов:
- Estrilda paludicola paludicola Heuglin, 1863
- Estrilda paludicola ruthae Chapin, 1950
- Estrilda paludicola roseicrissa Reichenow, 1892
- Estrilda paludicola marvitzi Reichenow, 1900
- Estrilda paludicola benguellensis Neumann, 1908
- Estrilda paludicola ochrogaster Salvadori, 1897